# 白眉长臂猿
白眉长臂猿屬（学名：Hoolock），是长臂猿科下的一属。

## 特征
白眉长臂猿是体型仅次于合趾猿的长臂猿，成年白眉长臂猿的体长可达90厘米，体重6-9公斤。雄性和雌性的体型差别不大，但雄性的体毛为黑色，眉毛为白色，而雌性的体毛为灰褐色，胸部和颈部的颜色较深。

## 分布
白眉长臂猿主要分布在印度东北部到缅甸地区，中国西南部和孟加拉国东部也有少数种群。

## 习性与繁衍
它们栖息在树上，白天活动。以水果、昆虫和树叶为食。
孕期为七个月，幼猿的体毛为奶白色，经过六个月颜色变黑。8-9年完全成熟，野外平均寿命为25年。

## 下属物种
本属包括以下物种：
- 西部白眉长臂猿 Hoolock  hoolock Harlan, 1834
- 东部白眉长臂猿 Hoolock leuconedys Groves, 2005
- 高黎貢白眉長臂猿 Hoolock tianxing Fan, He, Chen, Ortiz, Zhang, Zhao, Li, Zhang, Kimock, Wang, Groves, Turvey, Roos, Helgen & Jiang, 2017 [1]